# Drepanosticta crenitis
Drepanosticta crenitis är en trollsländeart som beskrevs av Maurits Anne Lieftinck 1933. Drepanosticta crenitis ingår i släktet Drepanosticta och familjen Platystictidae. Inga underarter finns listade i Catalogue of Life.